# رآکتور آب سنگین فشرده

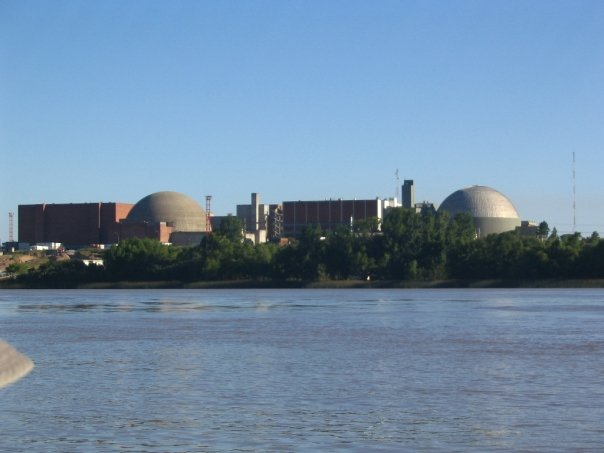
نیروگاه آتوچا در آرژانتین از راکتورهای PHWR بهره می‌برد.

رِآکتور آب سنگین فشرده (به انگلیسی: Pressurised Heavy Water Reactor) یا PHWR، یکی از انواع راکتورهای صنعتی انرژی هسته‌ای تولید شده در جهان است.
این راکتورها تولید شرکت زیمنس آلمان بوده و همانند راکتور کندو از سوخت اورانیوم طبیعی استفاده می‌کنند. اما به‌جای استفاده از تیوب‌های فشاری کالاندریا، از محفظه فشاری متداول استفاده می‌کنند.
آرژانتین صاحب چند واحد از این راکتورها است. ژاپن هم راکتور مشابهی دارد که Fugen نام دارد اما در ۲۰۰۵ کار روی آن متوقف شد.
این راکتورها یکی از دو نوع راکتور آب سنگین هستند.

## جستارهای مربوطه
- رآکتور آب‌سنگین
- رآکتور کاندو